# Caeca et obdurata

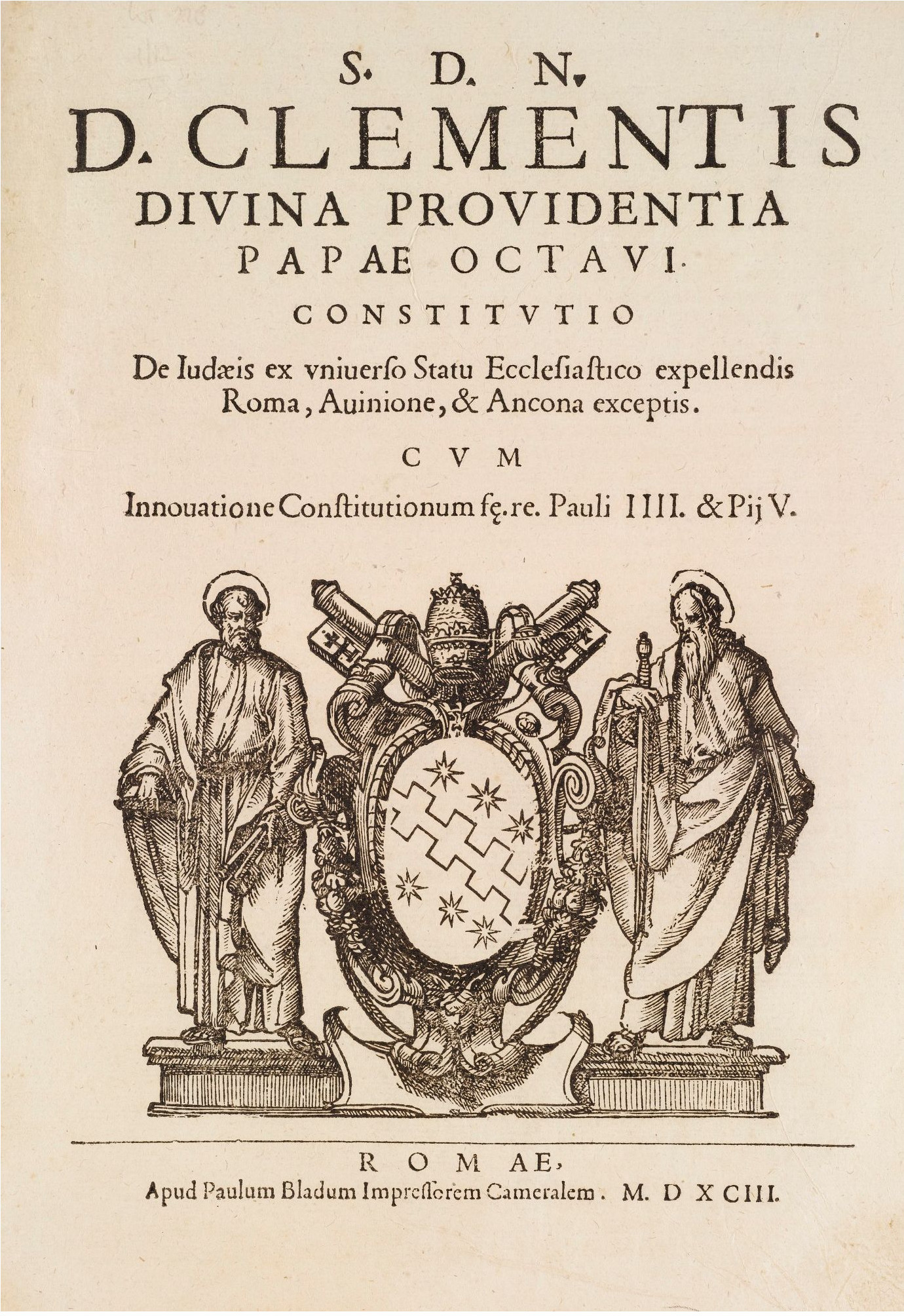
La bolla stampata

Caeca et obdurata è una bolla pontificia di papa Clemente VIII, del 25 febbraio 1593.
È una delle bolle papali che lo storico ebreo italiano Attilio Milano ha qualificato come bolle infami (assieme alla Cum nimis absurdum e alla Hebraeorum gens).
Il papa con questa bolla ribadiva le disposizioni già prese dal suo predecessore Pio V con la Hebraeorum gens del 1569, ossia l'espulsione di tutti gli Ebrei dallo Stato Pontificio, ad esclusione dei ghetti di Roma ed Ancona. Ma a causa dell'importanza che avevano gli Ebrei nella vita economica dello stato, lo stesso pontefice, qualche mese dopo, fece marcia indietro, permettendo agli Ebrei romani di poter restare nelle loro case.
Come scrive la storica ebrea Anna Foa, una delle conseguenze di questa bolla fu la fine della comunità israelitica di Bologna: gli Ebrei di questa città dovettero trasferirsi con tutte le proprie mercanzie a Ferrara, sotto gli Estensi, e a Mantova, sotto i Gonzaga, portando con sé anche le ossa dei propri morti.